# Bolitoglossa
Genre
Synonymes
- Oedipus Tschudi, 1838
- Eladinea Miranda-Ribeiro, 1937
- Magnadigita Taylor, 1944
- Palmatotriton Smith, 1945
- Nanotriton Parra-Olea, García-París & Wake, 2004
- Oaxakia Parra-Olea, García-París & Wake, 2004
- Pachymandra Parra-Olea, García-París & Wake, 2004
- Mayamandra Parra-Olea, García-París & Wake, 2004

Bolitoglossa est un genre d'urodèles de la famille des Plethodontidae.

## Répartition
Les plus de 130 espèces de ce genre se rencontrent au Mexique, en Amérique centrale, en Colombie, au Venezuela, en Équateur, dans le Nord du Brésil et dans le centre de la Bolivie.

## Liste des espèces
Selon Amphibian Species of the World (2 septembre 2020) :
- Bolitoglossa adspersa (Peters, 1863)
- Bolitoglossa alberchi García-París, Parra-Olea, Brame & Wake, 2002
- Bolitoglossa altamazonica (Cope, 1874)
- Bolitoglossa alvaradoi Taylor, 1954
- Bolitoglossa anthracina Brame, Savage, Wake & Hanken, 2001
- Bolitoglossa aurae Kubicki & Arias, 2016
- Bolitoglossa aureogularis Boza-Oviedo, Rovito, Chaves, García-Rodríguez, Artavia, Bolaños & Wake, 2012
- Bolitoglossa awajun Cusi, Gagliardi-Urrutia, Brcko, Wake & von May, 2020
- Bolitoglossa biseriata Tanner, 1962
- Bolitoglossa borburata Trapido, 1942
- Bolitoglossa bramei Wake, Savage & Hanken, 2007
- Bolitoglossa caldwellae Brcko, Hoogmoed & Neckel-Oliveira, 2013
- Bolitoglossa capitana Brame & Wake, 1963
- Bolitoglossa carri McCranie & Wilson, 1993
- Bolitoglossa cataguana Townsend, Butler, Wilson & Austin, 2009
- Bolitoglossa celaque McCranie & Wilson, 1993
- Bolitoglossa centenorum Campbell, Smith, Streicher, Acevedo & Brodie, 2010
- Bolitoglossa cerroensis (Taylor, 1952)
- Bolitoglossa chica Brame & Wake, 1963
- Bolitoglossa chinanteca Rovito, Parra-Olea, Lee & Wake, 2012
- Bolitoglossa chucantiensis Batista, Köhler, Mebert & Vesely, 2014
- Bolitoglossa coaxtlahuacana Palacios-Aguilar, Cisneros-Bernal, Arias-Montiel & Parra-Olea, 2020
- Bolitoglossa colonnea (Dunn, 1924)
- Bolitoglossa compacta Wake, Brame & Duellman, 1973
- Bolitoglossa conanti McCranie & Wilson, 1993
- Bolitoglossa copia Wake, Hanken & Ibáñez, 2005
- Bolitoglossa copinhorum Itgen, Sessions, Wilson & Townsend, 2020 (2019)
- Bolitoglossa cuchumatana (Stuart, 1943)
- Bolitoglossa cuna Wake, Brame & Duellman, 1973
- Bolitoglossa daryorum Campbell, Smith, Streicher, Acevedo & Brodie, 2010
- Bolitoglossa decora McCranie & Wilson, 1997
- Bolitoglossa diaphora McCranie & Wilson, 1995
- Bolitoglossa digitigrada Wake, Brame & Thomas, 1982
- Bolitoglossa diminuta Robinson, 1976
- Bolitoglossa dofleini (Werner, 1903)
- Bolitoglossa dunni (Schmidt, 1933)
- Bolitoglossa engelhardti (Schmidt, 1936)
- Bolitoglossa epimela Wake & Brame, 1963
- Bolitoglossa equatoriana Brame & Wake, 1972
- Bolitoglossa eremia Campbell, Smith, Streicher, Acevedo & Brodie, 2010
- Bolitoglossa flavimembris (Schmidt, 1936)
- Bolitoglossa flaviventris (Schmidt, 1936)
- Bolitoglossa franklini (Schmidt, 1936)
- Bolitoglossa gomezi Wake, Savage & Hanken, 2007
- Bolitoglossa gracilis Bolaños, Robinson & Wake, 1987
- Bolitoglossa guaneae Acosta-Galvis & Gutiérrez-Lamus, 2012
- Bolitoglossa guaramacalensis Schargel, García-Pérez & Smith, 2002
- Bolitoglossa hartwegi Wake & Brame, 1969
- Bolitoglossa heiroreias Greenbaum, 2004
- Bolitoglossa helmrichi (Schmidt, 1936)
- Bolitoglossa hermosa Papenfuss, Wake & Adler, 1984
- Bolitoglossa hiemalis Lynch, 2001
- Bolitoglossa huehuetenanguensis Campbell, Smith, Streicher, Acevedo & Brodie, 2010
- Bolitoglossa hypacra (Brame & Wake, 1962)
- Bolitoglossa indio Sunyer, Lotzkat, Hertz, Wake, Aléman, Robleto & Köhler, 2008
- Bolitoglossa insularis Sunyer, Lotzkat, Hertz, Wake, Aléman, Robleto & Köhler, 2008
- Bolitoglossa jacksoni Elias, 1984
- Bolitoglossa jugivagans Hertz, Lotzkat & Köhler, 2013
- Bolitoglossa kamuk Boza-Oviedo, Rovito, Chaves, García-Rodríguez, Artavia, Bolaños & Wake, 2012
- Bolitoglossa kaqchikelorum Campbell, Smith, Streicher, Acevedo & Brodie, 2010
- Bolitoglossa la Campbell, Smith, Streicher, Acevedo & Brodie, 2010
- Bolitoglossa leandrae Acevedo, Wake, Márquez, Silva, Franco & Amézquita, 2013
- Bolitoglossa lignicolor (Peters, 1873)
- Bolitoglossa lincolni (Stuart, 1943)
- Bolitoglossa longissima McCranie & Cruz-Díaz, 1996
- Bolitoglossa lozanoi Acosta-Galvis & Restrepo, 2001
- Bolitoglossa macrinii (Lafrentz, 1930)
- Bolitoglossa madeira Brcko, Hoogmoed & Neckel-Oliveira, 2013
- Bolitoglossa magnifica Hanken, Wake & Savage, 2005
- Bolitoglossa marmorea (Tanner & Brame, 1961)
- Bolitoglossa medemi Brame & Wake, 1972
- Bolitoglossa meliana Wake & Lynch, 1982
- Bolitoglossa mexicana Duméril, Bibron & Duméril, 1854
- Bolitoglossa minutula Wake, Brame & Duellman, 1973
- Bolitoglossa mombachoensis Köhler & McCranie, 1999
- Bolitoglossa morio (Cope, 1869)
- Bolitoglossa mucuyensis García-Gutiérrez, Escalona, Mora, de Pascual & Fermin, 2013
- Bolitoglossa mulleri (Brocchi, 1883)
- Bolitoglossa nicefori Brame & Wake, 1963
- Bolitoglossa nigrescens (Taylor, 1949)
- Bolitoglossa ninadormida Campbell, Smith, Streicher, Acevedo & Brodie, 2010
- Bolitoglossa nussbaumi Campbell, Smith, Streicher, Acevedo & Brodie, 2010
- Bolitoglossa nympha Campbell, Smith, Streicher, Acevedo & Brodie, 2010
- Bolitoglossa oaxacensis Parra-Olea, García-París & Wake, 2002
- Bolitoglossa obscura Hanken, Wake & Savage, 2005
- Bolitoglossa occidentalis Taylor, 1941
- Bolitoglossa odonnelli (Stuart, 1943)
- Bolitoglossa omniumsanctorum (Stuart, 1952)
- Bolitoglossa oresbia McCranie, Espinal & Wilson, 2005
- Bolitoglossa orestes Brame & Wake, 1962
- Bolitoglossa pacaya Campbell, Smith, Streicher, Acevedo & Brodie, 2010
- Bolitoglossa palmata (Werner, 1897)
- Bolitoglossa pandi Brame & Wake, 1963
- Bolitoglossa paraensis (Unterstein, 1930)
- Bolitoglossa peruviana (Boulenger, 1883)
- Bolitoglossa pesrubra Taylor, 1952
- Bolitoglossa phalarosoma Wake & Brame, 1962
- Bolitoglossa platydactyla (Gray, 1831)
- Bolitoglossa porrasorum McCranie & Wilson, 1995
- Bolitoglossa psephena Campbell, Smith, Streicher, Acevedo & Brodie, 2010
- Bolitoglossa pygmaea Bolaños & Wake, 2009
- Bolitoglossa ramosi Brame & Wake, 1972
- Bolitoglossa riletti Holman, 1964
- Bolitoglossa robinsoni Bolaños & Wake, 2009
- Bolitoglossa robusta (Cope, 1894)
- Bolitoglossa rostrata (Brocchi, 1883)
- Bolitoglossa rufescens (Cope, 1869)
- Bolitoglossa salvinii (Gray, 1868)
- Bolitoglossa savagei Brame & Wake, 1963
- Bolitoglossa schizodactyla Wake & Brame, 1966
- Bolitoglossa silverstonei Brame & Wake, 1972
- Bolitoglossa sima (Vaillant, 1911)
- Bolitoglossa sombra Hanken, Wake & Savage, 2005
- Bolitoglossa sooyorum Vial, 1963
- Bolitoglossa splendida Boza-Oviedo, Rovito, Chaves, García-Rodríguez, Artavia, Bolaños & Wake, 2012
- Bolitoglossa striatula (Noble, 1918)
- Bolitoglossa stuarti Wake & Brame, 1969
- Bolitoglossa subpalmata (Boulenger, 1896)
- Bolitoglossa suchitanensis Campbell, Smith, Streicher, Acevedo & Brodie, 2010
- Bolitoglossa synoria McCranie & Köhler, 1999
- Bolitoglossa tamaense Acevedo, Wake, Márquez, Silva, Franco & Amézquita, 2013
- Bolitoglossa tapajonica Brcko, Hoogmoed & Neckel-Oliveira, 2013
- Bolitoglossa tatamae Acosta-Galvis & Hoyos, 2006
- Bolitoglossa taylori Wake, Brame & Myers, 1970
- Bolitoglossa tenebrosa Vazquez-Almazán & Rovito, 2014
- Bolitoglossa tica García-París, Parra-Olea & Wake, 2008
- Bolitoglossa tzultacaj Campbell, Smith, Streicher, Acevedo & Brodie, 2010
- Bolitoglossa vallecula Brame & Wake, 1963
- Bolitoglossa veracrucis Taylor, 1951
- Bolitoglossa walkeri Brame & Wake, 1972
- Bolitoglossa xibalba Campbell, Smith, Streicher, Acevedo & Brodie, 2010
- Bolitoglossa yariguiensis Meza-Joya, Hernández-Jaimes & Ramos-Pallares
- Bolitoglossa yucatana (Peters, 1882)
- Bolitoglossa zacapensis Rovito, Vásquez-Almazán & Papenfuss, 2010
- Bolitoglossa zapoteca Parra-Olea, García-París & Wake, 2002

## Taxinomie
Le genre Oedipus est préoccupé par Oedipus Berthold, 1827 dans les Orthoptera et Palmatotriton n'a pas été publié selon les règles.
Eladinea a été placé en synonymie avec Bolitoglossa par Myers et de Carvalho en 1945 et Magnadigita par Wake et Brame en 1963. Nanotriton, Oaxakia, Pachymandra et Mayamandra ont été créés en tant que sous-genres de Bolitoglossa.

## Étymologie
Le nom de ce genre, du grec βωλίτης, bolitos, « champignon », et γλωσσα, glossa, « langue », a été choisi en référence à la forme particulière de leur langue. Dans leur description, les auteurs écrivaient « [une] langue formant un disque arrondi, libre dans son pourtour, supportée en dessous et au centre par un pédicule grêle, musculeux et protractile, simulant une sorte de champignon... ». La référence à cet organe se retrouve dans le nom vernaculaire anglais de plusieurs de ces salamandres appelées mushroom-tongue salamander, « salamandres à la langue champignon ».

## Publication originale
- Duméril, Bibron & Duméril, 1854 : Erpétologie Générale ou Histoire Naturelle Complète des Reptiles. Tome neuvième, p. 1-440 (texte intégral).